# Calle de la Constitución (Valladolid)
La calle de Claudio Moyano es una vía urbana de la ciudad de Valladolid, España.

## Descripción
Aparece descrita en Las calles de Valladolid de Juan Agapito y Revilla de la siguiente manera:

Dícese que no hay mal que por bien no venga, y aunque mejor sería que no hubiera mal y que el bien se desarrollara siempre en todos los aspectos, es lo cierto que una medida de alta política, que se ha considerado como un gran desacierto, ocasionó una gran reforma interior en la ciudad de Valladolid, al mediar el siglo XIX. El monasterio de San Francisco estaba emplazado en el centro de la vida y movimiento de la ciudad, y originaba, ciertamente, como un obstáculo al desenvolvimiento progresivo de la urbe, porque una gran superficie acotada para fines religiosos, dentro de una zona nutrida y densa de comercios y tiendas, da soluciones de continuidad nada provechosas para el buen funcionamiento de la parte mercantil.

Vino la exclaustración de 1835. Se desmanteló el monasterio de San Francisco; los valiosos objetos de arte fueron recogidos en el incipiente Museo de pintura y escultura; los edificios de la casa religiosa se demolieron; se vendieron los terrenos a propósito para edificar casas de vivir; y para mejor aprovechamiento de solares, se trazó una calle por medio de ellos, desde la de Santiago hasta la del Duque de la Victoria, y se construyeron casas que fueron calificadas de magníficas en su tiempo, y algunas lo son, convenientemente reformadas hoy.
Dícese se abrió esta calle en diciembre de 1847, y dividía en dos partes los extensos terrenos del monasterio, del cual nada he de decir, por ahora, y fue bautizada con el nombre de «calle de la Constitución» por el Ayuntamiento en sesión de 14 de febrero de 1848, reseñándosela en el libro de actas diciendo: «nueva calle que cruza de la de Santiago a la de Olleros, por el terreno que ocupó la nave mayor de la Iglesia de San Francisco y la Portería».
Nada de particular tenía que se fijase el título de «calle de la Constitución», dándole preferencia a otros muchos más que hubieran podido inventarse, dados los tiempos que corrían, los cuales, por sus tendencias políticas, han influido siempre en la rotulación de calles.
Es de recordar un detalle que cita El indicador de Valladolid de Don Mariano González Moral, quien escribió que «En la casa número 8 de la calle de la Constitución se hallan por remate de dos de sus fachadas diez y seis estatuas mitológicas, vaciadas en yeso y colocadas en 1856».
La calle de la Constitución formó, a los pocos años, la base para la apertura de otras vías, de gran acierto en su idea, por lo menos, aunque el trazado material en el terreno mismo haya resultado muy defectuoso, como lo demuestran el segundo tramo de esta calle y la del Regalado. Esa calle de la Constitución es el primer tramo de la hoy denominada «del General Mola».
El segundo tramo de esta calle constituyó, como el anterior, calle independiente, y se proyectó para unir la calle de Santiago con las proximidades de la Catedral, calle nueva entre las del Duque de la Victoria y Teresa Gil, y se la puso por nombre «calle de Alfonso XII», pues al principio de su reinado se construyó con todas o la mayor parte de sus casas.
Pero el Ayuntamiento, en sesión de 23 de abril de 1931, acordó se variase la rotulación de esta vía, y se pusiera la de «calle del Doce de Abril», recordando el día de las elecciones municipales del mismo año que dieron el triunfo y la proclamación de la Segunda República Española.
El proyecto de apertura de esta calle venía ya pensado desde 1861 y no se terminó hasta 1878, en que se abrió terminada por completo.
La Comisión gestora municipal en 12 de agosto de 1936, acordó variar el nombre de esta calle, y ponerle el de «calle del Dieciocho de Julio», en conmemoración de la fecha en que nuestra ciudad fue la primera de la península que inició el Movimiento Nacional salvador de España, contra los desmanes del llamado Frente Popular, que conducían a España al más desenfrenado comunismo.
Mas al poco tiempo rectificó la misma Comisión gestora su criterio, y en un momento de exaltación patriótica, y en vista del esfuerzo, sacrificio y pericia con que ha conducido Don Emilio Mola Vidal, Jefe del Ejército del Norte, las fuerzas de su mando en el Movimiento Nacional contra las del Frente Popular, la misma Comisión, como se dice, en sesión de 28 de octubre de 1936, acordó dar el nombre de «calle del General Mola» a las que antes, y por tantos años, se han denominado «de la Constitución» y «de Alfonso XII», en homenaje al competente, caballeroso y valiente militar, cuyo cuartel general estuvo en la misma Casa Consistorial de Valladolid, en los primeros meses de su actuación en el mando de dicho Ejército del Norte.
El General Mola nació en Placetas (provincia de Santa Clara, de la Isla de Cuba) el 9 de julio de 1887, y falleció el 3 de junio de 1937, víctima de un desgraciado accidente de aviación cuando se dirigía desde Vitoria a Valladolid. La España nacional llora su muerte, sentidísima siempre, mucho más cuando las tropas de su mando tan cerca de Bilbao estaban, objetivo de las operaciones del verdaderamente invicto General, gran patriota y cumplido caballero.
Ahora bien; en la designación de las calles que constituyen hoy la «del General Mola», no se estuvo muy acertado, no porque fueran las de este título o las del otro, sino por faltarse a las normas lógicas de limitar y señalar calles. Pues se da el caso de que forman una calle, ahora, dos tramos no rectos, es decir, que forman ángulo, como son los de la Constitución y Alfonso XII antiguas, y separados por una calle de importancia, como es la del Duque de la Victoria, y más ancha que aquellas, y queda limitada la calle del nuevo rótulo de «calle del General Mola» por las de Santiago y Teresa Gil, esta más estrecha que aquella; y dándose también la circunstancia que la antigua de Alfonso XII es prolongación recta, sin ángulo ninguno, de la del Regalado.

De pretender limitar dos calles con las tres transversales de la Constitución, Alfonso XII y Regalado, lo lógico hubiera sido quedar la primera con un solo título, y las de Alfonso XII y Regalado, con otro. Eso es lo que dicta la norma natural: una calle debe ser lo más recta posible y no cortada por otra de mayor ancho y, por añadidura, estando en ella el vértice de los dos tramos que forman ángulo. La de la Constitución debió quedar, pues, con un solo título. Las otras dos calles mencionadas debieran constituir otra, si se hubiera deseado, con otro nombre solamente.

Tras la transición española, la calle recuperó el nombre de la Constitución y se corrigió la incoherencia señalada por Agapito y Revilla: Constitución pasó a ser la calle comprendida entre Santiago y Duque de la Victoria, mientras que el tramo entre Duque de la Victoria y la calle de Cascajares, en las proximidades de la catedral, pasó a ser denominada en su totalidad como calle de Regalado.